# Opus Dei (liturgie)
Pour les articles homonymes, voir Opus Dei (homonymie).
Opus Dei (latin pour « œuvre de Dieu ») est une locution utilisée par saint Benoît dans sa règle (écrite vers 529), et répandue depuis lors dans tout le monachisme occidental, pour désigner la célébration chorale de l’office divin qui est l’ensemble des rites et prières qui forment la liturgie monastique.  
Si l’organisation d’heures de prières existait déjà dans le judaïsme et le christianisme antique (dès les premiers siècles de la tradition apostolique), c’est saint Benoît qui créa cette « œuvre de Dieu », rassemblant lectures (Écriture et Pères de l'Église), prières, chants, gestes, processions et cérémonies qui rythmaient les journées du moine, formant ainsi le cadre de sa vie et contribuant à son épanouissement spirituel. La description minutieuse de l'opus Dei prend une place considérable dans la règle de saint Benoît (chapitres 8 à 19) et suit immédiatement l'introduction à la vie monastique. Rien ne doit être préféré à l'opus Dei (chapitre 43). Cette conception bénédictine est plus large que le chant choral de l’office divin auquel on réduit parfois l'opus Dei.